# Апис
Вижте пояснителната страница за други значения на Апис.
Апис (на египетски Хапи) е древноегипетски бог, символ на плодородието поради факта, че бил използван в селското стопанство.
Изобразяван е като бик със слънчев диск. В някои периоди бил почитан като бог, въплътил душата на Озирис. Апис е божеството на древния град Мемфис, което се превъплъщава в бял бик на черни петна, отглеждан в храма. След смъртта си, животното бивало балсамирано и погребано с тържествена церемония в погребална галерия.